# IC 5152
 IC 5152  هي مجرة غير منتظمة تبعد حوالي 5.8 مليون سنة ضوئية من الأرض في كوكبة الهندي (كوكبة). تم اكتشافها من قبل ديليسل ستيوارت في عام 1908. وهو سؤال مفتوح حتى اليوم عما إذا كان عضوا في المجموعة المحلية. وهي واحدة من أسهل المجرات في النجوم، وهي مشرقه (بحجم 7.7) امامية النجم (HD 209142) مما يجعل الملاحظات العميقة صعبة.

## وصلات خارجية
- IC 5152 على موقع ويكي سكاي: DSS2, SDSS, GALEX, IRAS, Hydrogen α, X-Ray, Astrophoto, Sky Map, Articles and images